# Cañuelas
Cañuelas è una cittadina argentina, capoluogo del partido omonimo, situata nella provincia di Buenos Aires. 

## Geografia
Cañuelas è situata nella regione della Pampa, a 67 km a sud da Buenos Aires a 90 km a sud-ovest dal capoluogo provinciale La Plata.

## Storia
In epoca coloniale fu costruito un forte contro le incursioni dei nativi, mentre nel 1821 fu ultimata la costruzione della cappella dedicata a Carmen de las Cañuelas. Nei decenni successivi la zona continuerà lentamente a popolarsi tuttavia sarà solamente nel 1873, con l'arrivo della ferrovia da Buenos Aires che Cañuelas inizierà a svilupparsi e a crescere demograficamente ed economicamente.

## Infrastrutture e trasporti

### Strade
Cañuelas è un importante snodo stradale in quanto situata all'intersezione tra la strada nazionale 3, che unisce Buenos Aires alla Patagonia, l'autostrada Ezeiza-Cañuelas, la strada nazionale 205, e la strada provinciale 6, che unisce La Plata a Campana, bypassando così la conurbazione bonaerense.

### Ferrovie
Cañuelas è servita da una propria stazione ferroviaria lungo la linea suburbana Roca, che unisce la capitale argentina con le località del sud e dell'est della sua conurbazione.

## Sport
La principale società calcistica della città è il Cañuelas Fútbol Club.